# Питон-де-Неж
Питон-де-Неж (фр. Piton des Neiges) — потухший вулкан на острове Реюньон.
Высота — 3070 м над уровнем моря, что делает вулкан высочайшей точкой острова. Расположен Питон-де-Неж в центре Реюньона и является частью одноимённого горного массива. Последнее извержение датируется не позже чем 10000 годом до нашей эры. Геологически щит сложен из щёлочных плиоценовых базальтов.
Склоны Питон-де-Нежа — крутые, часто с отвесными скалами, насчитывается около 100 водопадов.
В переводе с французского название вулкана обозначает «Снежный пик», так как иногда, в сезон тропической зимы вершина покрывается снегом.
На вершину Питон-де-Неж ведут несколько треккинговых троп, все они считаются самыми тяжелыми на острове.
Вокруг Питон-де-Неж расположились три вулканических цирка — Силаос, Салази и Мафате.